# Pyrrhopyge
Genre
Pyrrhopyge est un genre de lépidoptères de la famille des Hesperiidae, de la sous-famille des Pyrginae et de la tribu des Pyrrhopygini.

## Dénomination
Le genre Pyrrhopyge a été nommé par Jakob Hübner en 1819.

## Sous-espèces
- Pyrrhopyge amyclas (Cramer, 1779); présent dans toute l'Amérique du Sud dont Surinam, Guyana et Guyane.
- Pyrrhopyge amythaon Bell, 1931; présent en Colombie, au Venezuela, en Bolivie, au Pérou, au Brésil et en Guyane
- Pyrrhopyge arax Evans, 1951; présent en Bolivie.
- Pyrrhopyge arinas (Cramer, 1777); présent au Pérou, au Brésil, au Surinam et en Guyane.
- Pyrrhopyge aziza Hewitson, 1866; présent en Colombie, au Venezuela, en Équateur, en Bolivie, au Pérou, en Argentine, au Brésil et en Guyana
- Pyrrhopyge boulleti Le Cerf, 1922; présent en Colombie
- Pyrrhopyge charybdis Westwood, 1852; présent au Brésil.
- Pyrrhopyge cosyra synonyme Yanguna cosyra, Druce, 1875; présent au Guatemala, en Colombie et en Équateur.
- Pyrrhopyge cressoni Bell, 1932; présent en Bolivie.
- Pyrrhopyge creusae (Bell, 1931); présent en Guyane.
- Pyrrhopyge crista Evans, 1951; présent en Bolivie.
- Pyrrhopyge crida Hewitson, 1871; présent au Mexique, au Costa Rica, au Nicaragua, au Honduras, à Panama, en Colombie et en Équateur.
- Pyrrhopyge creona Druce, 1874; présent au Pérou.
- Pyrrhopyge decipiens Mabille, 1903; présent en Bolivie.
- Pyrrhopyge frona Evans, 1951; présent au Pérou.
- Pyrrhopyge hadassa Hewitson, 1866; présent en Équateur, en Bolivie au Pérou et au Brésil.
- Pyrrhopyge haemon Godman & Salvin, [1893]; présent au Costa Rica
- Pyrrhopyge infantilis Druce, 1908; présent en Bolivie et au Pérou
- Pyrrhopyge kelita Hewitson, 1869; présent en Équateur, en Bolivie et au Pérou
- Pyrrhopyge martena Hewitson, 1869; présent  en Équateur
- Pyrrhopyge melanomerus Mabille & Boullet, 1908; présent en Équateur, en Bolivie et au Pérou
- Pyrrhopyge mopsus (Bell, 1931); présent au Pérou
- Pyrrhopyge papius Hopffer, 1874; présent en Colombie et en Bolivie.
- Pyrrhopyge pelota Plötz, 1879; présent au Paraguay, en Argentine et au Brésil.
- Pyrrhopyge phidias (Linnaeus, 1758); présent au Mexique, au Guatemala, au Costa Rica, au Pérou, en Colombie, au Brésil, au Surinam et en Guyane.
- Pyrrhopyge phylleia Hewitson, 1874; présent en Bolivie et au Pérou.
- Pyrrhopyge placeta Evans, 1951; présent  au Brésil
- Pyrrhopyge proculus Hopffer, 1874; présent en Bolivie, au Brésil, en Guyana et en Guyane.
- Pyrrhopyge punctata Röber, 1925; présent  en Bolivie.
- Pyrrhopyge pusca Evans, 1951; présent au Pérou
- Pyrrhopyge sadia Evans, 1951; présent au Pérou
- Pyrrhopyge sarpedon (Bell, 1931); présent au Pérou
- Pyrrhopyge schausi Bell, 1931; présent en Équateur
- Pyrrhopyge sergius Hopffer, 1874; présent en Colombie, en Équateur, en Bolivie, au Pérou, au Brésil, en Guyana et en Guyane.
- Pyrrhopyge tatei (Bell, 1932); présent au Venezuela
- Pyrrhopyge telassa Hewitson, 1866; présent en Équateur, en Bolivie et au Pérou.
- Pyrrhopyge telassina Staudinger, 1888; présent en Bolivie et au Pérou.
- Pyrrhopyge terra Evans, 1951; présent en Bolivie.
- Pyrrhopyge thericles Mabille, 1891; présent en Colombie, à Trinité-et-Tobago, en Bolivie, au Brésil, en Guyana et en Guyane[1].